# De bijenkorf (Jerom)
De bijenkorf is een  stripverhaal uit de reeks van Jerom. Het verscheen in 1974.

## Locaties
- laboratorium van professor Barabas, Morotariburcht, planeet Mythos

## Personages
- Jerom, Odilon, professor Barabas, tante Sidonia, president Arthur en andere leden van Morotari, bevolking van Mythos, robots

## Het verhaal
Professor Barabas heeft een boodschap uit de ruimte ontvangen en gebruikt een van zijn uitvindingen om deze boodschap te vertalen. Het blijkt een noodoproep te zijn, afkomstig van de planeet Mythos in een ver sterrenstelsel. De vrienden gaan met een raket op weg naar deze planeet om hulp te bieden. 
Enorme bijen vallen de raket aan als ze aankomen op Mythos. De raket raakt beschadigd bij de landing en al snel vallen de bijen hen opnieuw aan, waarna tante Sidonia ontvoerd wordt. Een robot bestrijdt de reuze-insecten, maar ook de vrienden worden door deze robot beschoten. Een man zit op een reuze-bij en redt Jerom als hij wordt belaagd door een robot. De man legt uit dat ze ooit in een moderne stad leefden. De bevolking had robots die het werk uitvoerden waar de mensen zelf niet van hielden. Na een aardbeving werd de stad verwoest en de mensen vluchtten naar bijenkorven. De machines draaiden automatisch verder en produceerden nog meer robots. Het elektronisch brein dat de robots aanstuurt is ontregeld, waardoor ze nu van alles vernielen. 
Odilon is in de raket achtergebleven om de radio te repareren, maar het geluid wordt opgemerkt door een robot. Hij volgt een robot en wordt ingesloten in de vergane stad. Als Jerom bij de raket komt, blijkt Odilon te zijn verdwenen. Via de radio kunnen ze contact leggen en Odilon gaat op zoek in de vergane stad. Hij vindt een werkende computer, maar wordt dan gevangengenomen door robots. Odilon wordt vastgebonden en een straal komt langzaam dichterbij. Jerom en de man van Mythos gaan op bijen richting de stad en willen Odilon redden. De bij van de man van Mythos wordt neergeschoten en Jerom kan voorkomen dat de man te pletter valt. De man van Mythos bevrijdt Odilon uit zijn benarde positie en Jerom vecht met de robots. Odilon en de man van Mythos richten de straal op de computer, waarna deze wordt uitgeschakeld. 
De mensen kunnen weer in vrijheid leven en ze dansen van vreugde. Ze zijn blij dat de vrienden hen hebben gered van hun eigen uitvinding. Professor Barabas en tante Sidonia hebben intussen de raket gerepareerd en de vrienden keren terug naar aarde.